# Weiher (Ahorntal)
Weiher ([ˈvaɪ̯ɐ] ) ist ein Gemeindeteil der Gemeinde Ahorntal im Landkreis Bayreuth (Oberfranken, Bayern). Weiher liegt in der Gemarkung Kirchahorn.

## Geografie

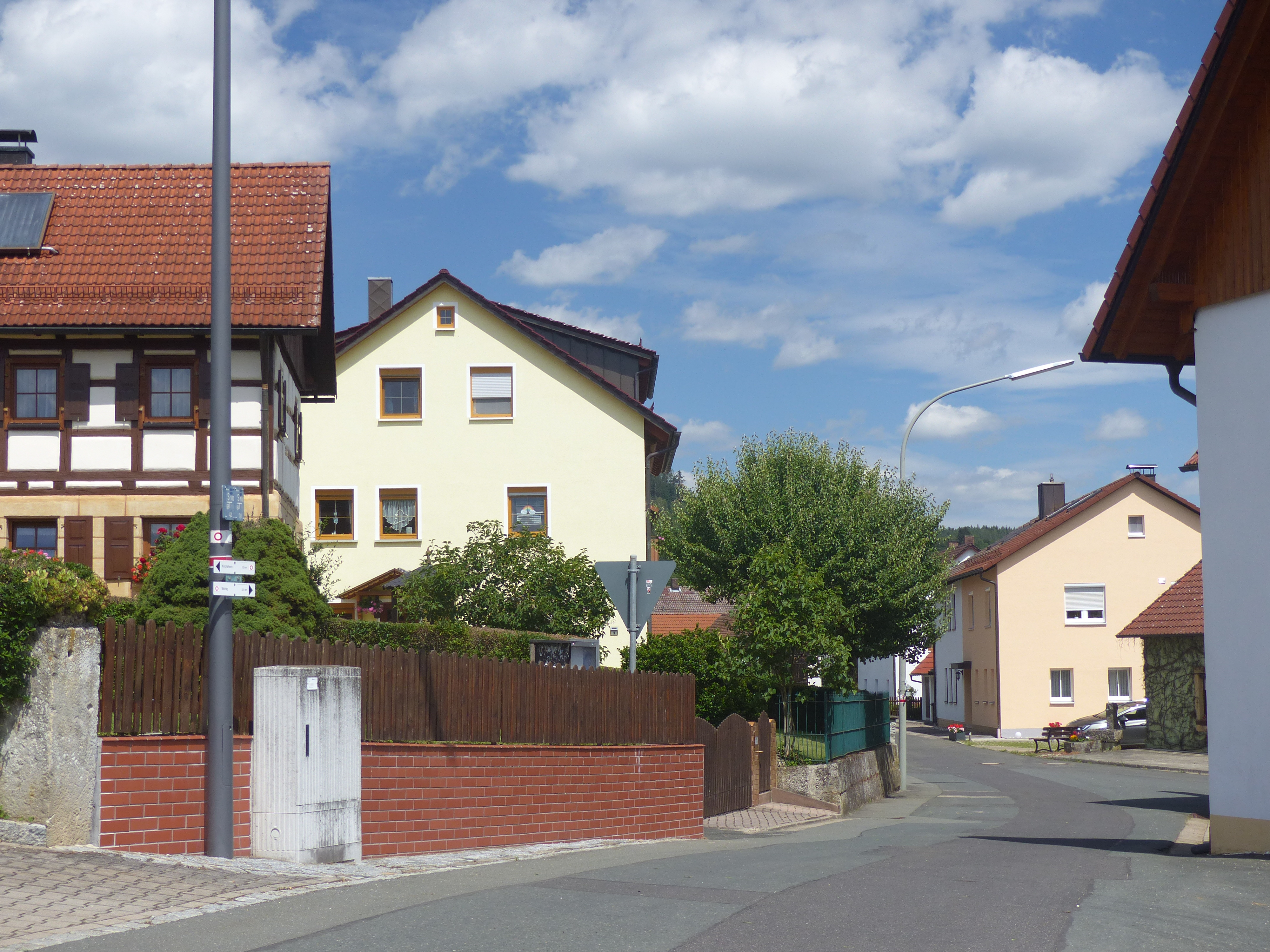
Die Ortsmitte des Dorfes

Das Dorf im nordöstlichen Bereich der Fränkischen Schweiz ist etwa einen Kilometer von dem südlich liegenden Ortszentrum von Kirchahorn entfernt.

## Geschichte
Der Ort wurde 1349 als „Weyr“ erstmals urkundlich erwähnt.
Bis zum Beginn des 19. Jahrhunderts unterstand die Dorfmarkung von Weiher der Landeshoheit reichsunmittelbarer Adeliger, die sich in dem zum Fränkischen Ritterkreis gehörenden Ritterkanton Gebürg organisiert hatten. Die für die Landeshoheit maßgebliche Dorf- und Gemeindeherrschaft übten die Grafen von Schönborn aus. Die Hochgerichtsbarkeit stand den zum Hochstift Bamberg gehörenden Amt Waischenfeld als Centamt zu. Als die reichsritterschaftlichen Territorien in der Fränkischen Schweiz infolge des Reichsdeputationshauptschlusses mediatisiert wurden, wurde Weiher unter Bruch der Reichsverfassung am 1. November 1805 vom Kurfürstentum Pfalz-Baiern annektiert. Damit wurde das Dorf Bestandteil der bei der „napoleonischen Flurbereinigung“ in Besitz genommenen neubayerischen Gebiete, was erst im Juli 1806 mit der Rheinbundakte nachträglich legalisiert wurde.
Durch die Verwaltungsreformen im Königreich Bayern wurde Weiher mit dem Zweiten Gemeindeedikt im Jahr 1818 zum Bestandteil der Ruralgemeinde Kirchahorn. Im Zuge der Gebietsreform in Bayern wurde die Gemeinde Kirchahorn am 1. Januar 1972 ein Bestandteil der neu gebildeten Gemeinde Ahorntal.

## Verkehr
Eine kurz nach Kirchahorn von der Staatsstraße 2185 abzweigende Gemeindeverbindungsstraße durchquert den Ort und führt an der Einöde Windmühle vorbei nach Eichig bzw. abzweigend zurück zur Staatsstraße. Der ÖPNV bedient das Dorf an einer Haltestelle der Buslinie 388 des VGN. Die am schnellsten erreichbaren Bahnhöfe befinden sich in Creußen, Schnabelwaid und Pegnitz. Der nächste Fernbahnhof ist der Hauptbahnhof in Bayreuth.